# Protein Society
La Protein Society est une société scientifique internationale, à but non lucratif, dont la mission est de fournir des forums pour l'avancement de la recherche sur la structure des protéines, leurs fonctions, leur conception et leurs applications.

## Historique
La Protein Society a été fondée en 1986, sous l'impulsion de Ralph Bradshaw, Finn Wold, David Eisenberg, Ken Walsh, Hans Neurath et d'autres chercheurs en protéines de divers domaines.
Ralph Bradshaw a été le premier président de la société,  suivi de David Eisenberg, Finn Wold, Mark Hermodson, Joseph Villafranca, Brian Matthews, Robert Sauer, Christopher Dobson, Wiliam DeGrado, C. Robert Matthews, Jeffery Kelly, Arthur Palmer, Daniel Raleigh, Lynne Regan, James U. Bowie,  Carol Post, Charles L. Brooks III, Amy E. Keating, Chuck R. Sanders, et Elizabeth Meiering.
La Protein Society est membre de la  Federation of American Societies for Experimental Biology (FASEB), un groupement de 21 sociétés indépendantes qui soutiennent la recherche biomédicale.

## Le journal
En 1987, la Société a commencé à publier la revue universitaire transdisciplinaire Protein Science,  avec Hans Neurath comme rédacteur en chef. La revue couvre les recherches sur la structure, la fonction et la signification biochimique des protéines, leur rôle dans la biologie moléculaire et cellulaire, la génétique et l'évolution, ainsi que leur régulation et leurs mécanismes d'action. Depuis 2024, le rédacteur en chef est John Kuriyan.

## Conférences
La société organise depuis 1987 une conférence annuelle qui réunit des centaines de participants du monde entier,. L'inscription est gratuite pour les étudiants de premier cycle, il y a des ateliers éducatifs et c'est à cette occasion qu'est  présenté le prix de la Protein Society.

## Prix
La Protein Society décerne huit prix chaque année  :
- Prix Carl Brändén
- Prix Christian B. Anfinsen
- Prix Dorothy Crowfoot Hodgkin
- Prix Emil Thomas Kaiser
- Prix Hans Neurath
- Prix Stein & Moore
- Prix du jeune chercheur en sciences des protéines
- Prix Marie Daly